# Carolina de Sayn-Wittgenstein
Carolina de Sayn-Wittgenstein (Monastyryshche, 8 de fevereiro de 1818 — Roma, 9 de março de 1887) foi uma nobre russo-polaca. Ela ficou conhecida por sua dedicação ao compositor e pianista Franz Liszt , com quem se reuniu em Kiev em 1847, durante uma de suas turnês. O encontro correspondeu ao desejo de Liszt de parar qualquer composição orquestral.

## Biografia
O Grão-duque de Weimar tinha oferecido a Liszt um cargo de prestígio de Kapellmeister, e a princesa juntou-se a ele em fevereiro de 1848, vivendo juntos durante muitos anos. Carolina era, então, independente do seu marido desde há algum tempo. 
A Igreja Católica Romana eventualmente quis que a princesa se casasse com Liszt e regularizasse a sua situação, mas por ela estar ainda casada e o marido estar ainda vivo, a princesa teve que convencer as autoridades católicas de que seu casamento tinha sido inválido. Depois de um intrincado processo, foi temporariamente bem sucedida, em setembro de 1860.
Estava previsto que o casal iria se casar em Roma, em 22 de outubro de 1861, 50.º aniversário de Liszt. Liszt, tendo chegado a Roma em 21 de outubro de 1861, descobriu que a princesa, no entanto, era incapaz de se casar com ele, pois parece que tanto o marido dela como o Czar da Rússia conseguiram revogar a permissão para o matrimónio no Vaticano.
O governo russo também apreendeu várias das suas propriedades (que tinham milhares de servos), o que fez com que o seu casamento eventual com Liszt, ou qualquer outro, fosse inviável. Além disso, o escândalo teria prejudicado seriamente a sua filha, claramente a razão principal pela qual o príncipe pôs fim ao casamento agendado.
Posteriormente, o seu relacionamento com Liszt tornou-se uma companhia platónica, especialmente depois que ele ter recebido ordens menores na Igreja Católica e se tornar abade.
O casal aumentou a influência da música na cidade convidando muitos músicos, incluindo várias vezes Hector Berlioz, que conversou com a princesa em correspondência nos anos 1852-1867. Ela foi especialmente encorajadora para que Berlioz escrevesse a escrever Les Troyens, que é dedicada a Virgílio (Virgílio Divo), mas também à princesa Carolyne Sayn-Wittgenstein.
O escândalo causado pelo facto de que Liszt "frequentava" uma mulher casada, ajudou depois a este mudar-se para Itália em 1860. Eles não eram casados, pois a princesa não começou um divórcio. A sua presença durou cerca de quarenta anos. Faleceram com oito meses de diferença, o que fez deles um par lendário, como George Sand e Alfred de Musset.